# Лаяп
Лаяп (дзонг-кэ ལ་ཡཔ་) — народ, населяющий преимущественно гевог Лая (в дзонгхаге Гаса, Бутан). Их деревни находятся на высоте около 3850 м. Они также проживают на территории гевога Лингжи (в дзонгхаге Тхимпху). Численность в 2003 г. составила около 1,100 человек. Этнически связаны с тибетцами и нгалопами, говорят на обособленном языке Лая-кха тибето-бирманской группы. Называют свою родину Be-yul — «скрытые земли».

## Одежда
Национальный костюм народа лаяп похож на тибетский костюм, за исключением нескольких отличий. Мужчины носят костюм, из шелковой или льняной ткани, обычно покрашенные шафраном в красный цвет. Женщины носят черные шерстяные жакеты, которые спускаются до лодыжек. Они также носят украшения — серебряные браслеты и бусы.
Наиболее отличительной особенностью женского наряда являются конические шляпы, которые сделаны из полосок потемневшего бамбука. На вершине конуса находится крест.

## Религия
Благодаря тибетскому влиянию, лаяпы исповедают смесь религии Бон и Тибетского Буддизма. Согласно легенде, деревня Лая — это то место, где Шабдрунг Нгаванг Намгьял, основатель Бутана, первый раз вошёл на территорию будущей страны.
Особенно уникальным среди лаяп является обширная традиция «живых скверн» — один ритуально нечистый человек лишается социального статуса и изгоняется из деревни. Они практикуют этот ритуал, чтобы боги не гневались на них, и, чтобы избежать физических болезней скота и различных болезней среди людей.

## Хозяйство
Места проживания народности расположены недалеко от тибетской границы, и лаяпы традиционно занимались торговлей. В наше время торговля включает в себя контрабанду контрафактными китайскими тканями, пластмассовыми изделиями, а также табачной и алкогольной продукцией, на которую наложено эмбарго правительством Бутана, но которая пользуется огромным спросом в бутанских деревнях.
Традиционно лаяпы вели полукочевой образ жизни, разводя яков и хайнаков, хотя в последнее время маленькие пони также разводятся в этом районе. Несмотря на холодный климат на этой высоте и возможности выращивания всего нескольких культур, включая некоторые злаки, народ лаяп обеспечивает едой не только себя, но и многие другие деревни. Лаяпы также традиционно занимаются собирательством кордицепса, лекарственных и магических грибов, произрастающих в данном регионе. Лаяпы и сельские фермеры сталкиваются с большими проблемами защиты своего скота от природных хищников, особенно леопардов. Наводнения — это главная угроза для их привычного образа жизни, в значительной степени зависящего от поголовья скота и редких ресурсов.
До 1980-х годов лаяпы жили почти в полной изоляции от всего остального мира, за исключением случайных визитов в Тхимпху или Пунакха, до которых пять дней ходьбы. Начиная с нового тысячелетия, Лая начали посещать туристы со всех уголков мира. Здесь можно увидеть красиво выкрашенные домики, снабженные солнечными панелями, и строительство новых школ для бедных детей. В своем большинстве жители теперь имеют возможность покидать деревню зимой и возвращаться весной. Многие лаяпы сейчас живут в постоянных поселениях со всеми современными удобствами — от туалета до мобильных телефонов и телевизоров — благодаря доходам от бизнеса и торговли. Все чаще дети посещают школы Бутана.
В традиционной культуре народа лаяп случайный секс является обычным и принятым среди мужчин и женщин, незамужних и замужних. Как следствие, лаяпы сталкиваются с широким распространением сифилиса, гонореи и гепатита.

## Брак и семья
Лаяп известны своей традицией полиандрии, которая практикуется для сохранения семьи и собственности. У лаяп также есть традиция детских браков, с невестами в возрасте 10 лет. Женщины народа лаяп, выступая в СМИ предвидят рост образования среди их дочерей и сокращение детских браков. Для многих женщин здравоохранение труднодоступно во время беременности из-за изолированных поселков и кочевого образа жизни.